# 4518 Raikin
4518 Raikin (1976 GP3) là một tiểu hành tinh vành đai chính được phát hiện ngày 1 tháng 4 năm 1976 bởi N. S. Chernykh ở Nauchnyj.